# Cathédrale Saint-Nicolas de Manhattan
Ne doit pas être confondu avec Cathédrale Saint-Nicolas de Brooklyn ou Église Saint-Nicolas-de-Myre.
La cathédrale Saint-Nicolas de Manhattan est une cathédrale de New York.